# 鵺派
鵺派（ぬえは）は、明治時代の日本画家・竹内栖鳳の画風に対する蔑称。

## 名称の由来
鵺とは、サルの顔、タヌキの胴体、トラの手足、ヘビの尾を持つ妖怪であり、転じて、様々な要素を無理やり詰め込んだ精彩を欠くものに対する蔑称として用いられた。

## 概要
栖鳳は、ひとつの作品の中の対象物（モチーフ）ごとに異なる流派や技法を取り合わせている。例えば、初期の代表作《池塘浪静》では、鯉を円山派、茅を四条派、岩を狩野派、背景は当時日本では珍しい西洋画の遠近法で描かれている。こうした試みは、守旧派の画家や評論家の反感を招き、批判の対象として取り沙汰された。

## 詳細
栖鳳が批判された理由は、以下の通り。
1. 明治時代初期の日本画壇では、古くからの慣習で流派に属する画家は他の流派の画法を用いることは禁じられている為。
2. 流派に属する画家は、師匠から技法を正しく守り受け継ぐことが弟子のあるべき姿勢であるのに、自らの都合で技法に手を加えている為。
3. 様々な流派の技法を組み合わせる行為は、師匠から受け継いだ技法を未だ習得できていない事を隠そうとしているから。
4. 洋画家でないのに西洋画法を用いるのは猿真似に過ぎず、また、日本の伝統様式を軽んじる行為であるから。

## 影響
現在では、和洋折衷、流派の垣根を超えた革新的な画法として、また、様々な技法を組み合わせつつも全体の構図を破綻させない綿密な構想と確かな技量は高く評価されている。